# Delectopecten
Delectopecten is een geslacht van tweekleppigen uit de  familie van de Pectinidae (mantelschelpen). 

## Soorten
- Delectopecten alcocki (E. A. Smith, 1904)
- Delectopecten fluctuatus (Bavay, 1905)
- Delectopecten fosterianus (Powell, 1933)
- Delectopecten macrocheiricola (Habe, 1951)
- Delectopecten musorstomi Poutiers, 1981
- Delectopecten polyleptus (Dall, 1908)
- Delectopecten vancouverensis (Whiteaves, 1893)
- Delectopecten vitreus (Gmelin, 1791)
- Delectopecten zacae (Hertlein, 1935)